# Semeniškiai
Semeniskiai est une commune de Lituanie proche de Birzai, dans le nord.
C'est le village natal du réalisateur et poète Jonas Mekas.